# Jörg Kalt
Jörg Kalt (* 11. Januar 1967 in Suresnes, Frankreich; † 1. Juli 2007 in Wien) war ein in Österreich lebender und wirkender Journalist, Filmregisseur und Drehbuchautor.

## Leben
Kalt wuchs in Zürich und München auf. An der Universität Zürich begann er schließlich Anglistik und Jura zu studieren. 1991 wandte er sich dem Film zu und studierte im Fach Regie zuerst zwei Jahre an der Fakultät für Film und Fernsehen der Akademie der Musischen Künste in Prag und ab 1994 an der Filmakademie Wien bei Peter Patzak. Darüber hinaus war Kalt als Journalist und Kolumnist tätig, unter anderem für die Schweizer Zeitschrift du. Außerdem arbeitete Kalt an Drehbüchern von Mirjam Unger, Antonin Svoboda oder Barbara Albert mit.
Mit seinen Filmen wurde Kalt rasch Aufmerksamkeit beschert. Richtung Zukunft durch die Nacht wurde beim Filmfestival Max Ophüls Preis in Saarbrücken mit dem Preis der Jury bedacht. Crash Test Dummies wurde im Rahmen der Berlinale 2005 uraufgeführt und eröffnete im gleichen Jahr die Diagonale in Graz.
Jörg Kalt starb Anfang Juli 2007 in Wien im Alter von 40 Jahren durch Suizid.

## Filmografie
- 1993: Vecnost zacíná tady (Kurzfilm)
- 1995: Taste the Waste (Kurzfilm)
- 1996: Pokerfresse (Kurzfilm)
- 1997: Lesen.Macht.Tod (Kurzfilm)
- 1997: Bitte, Danke – Gute Fahrt! (Kurzfilm)
- 1999: Meine Mutter war ein Metzger (Kurzfilm)
- 2000: Living in a Box (Kurz-Dokumentarfilm)
- 2002: Richtung Zukunft durch die Nacht
- 2005: Crash Test Dummies
- 2007: Immer nie am Meer
- 2016: Shops Around the Corner
- 2017: Tiere (Drehbuch)

## Auszeichnungen
- 1997: Telekolleg Pataphysik: Bestes Drehbuch (Int. StudentInnenfilmfestival Wien)
- 1999: Meine Mutter war ein Metzger: Beste Regie, Kamera, Schnitt, Publikumspreis (Int. StudentInnenfilmfestival Wien)
- 2001: Lesen Macht Tot: Bestes Drehbuch (Int. StudentInnenfilmfestival Wien)
- 2001: Living in a box: Bester Dokumentarfilm (Int. StudentInnenfilmfestival)
- 2002: Richtung Zukunft durch die Nacht: Preis der Jury (Max Ophüls Preis Saarbrücken)
- 2002: Richtung Zukunft durch die Nacht: First Steps Award (First Steps Berlin)
- 2003: Richtung Zukunft durch die Nacht: Bester Langfilm (Int. StudentInnenfilmfestival Wien)
- 2005: Crash Test Dummies: Beste Schauspielerin, Kathrin Resetarits (Cinessonne)
- 2005: Crash Test Dummies: Preis der Jury (Cinesssonne)
- 2005: Crash Test Dummies: Silver Girardillo (Sevilla)
- 2005: Crash Test Dummies: Thomas Pluch Förderpreis